# مقياس حثي
مثل هذه الأجهزة مناسبة فقط لقياسات التيار المتردد، وفي مثل هذه الأجهزة فإن عزم الانحراف ينتج من التيارات الدوامية المتولدة في أقراص الألمنيوم أو النحاس أو اسطوانة بواسطة الفيض المتولد من مغناطيس كهربائي.
ويمكن أن تستخدم كأجهزة لقياس القدرة (واطمتر حثي)، أو فرق الجهد (فولتمتر حثي)، أو التيار (أميتر حثي).

## المميزات
- يمكن الحصول على أقصى انحراف يصل إلى °300 معطياً تدريج طويل ومفتوح.
- تأثير المجالات المغناطيسية الشاردة صغير.
- عمليات الخمد أسهل ومؤثرة.[2]

## العيوب
- الانحراف الكبير للجهاز يسبب إجهاد على زنبرك التحكم.
- التغير في تردد المنبع والتغير في درجة الحرارة يمكن أن يتسبب في أخطاء خطيرة ما لم تُستخدم أجهزة تعريض.
- هذه الأجهزة أكثر تكلفة وتستهلك قدرة أكبر مقارنة بالأجهزة الأخرى.[3]

## أسس التشغيل
أسس تشغيل واحدة بالنسبة للواطمتر الحثي والأميتر والفولتمتر الحثيان.

## الفرق بين الأميتر والفولتمتر من النوع الحثي
أُسس التشغيل للفولتمتر الحثي والأميتر الحثي واحدة، لكن في حالة الفولتمتر فإن الملف يتكون من عدد كبير من اللفات ذات السلك الرفيع، بينما في حالة الأميتر فإن الملف الابتدائي يتكون من عدد قليل من اللفات من السلك السميك.

## المديات
| للأميتر الحثي   | من 0-5 أمبير، وحتى 0-100 أمبير، بدون استخدام محول تيار (CTS). |                                                 |
| للفولتمتر الحثي | من 0-50 فولت، وحتى 0-750 فولت، وبدون استخدام محول جهد (PTS).  |                                                 |
| للواطمتر الحثي  | دائرة التيار وحتى 100 أمبير بدون استخدام محول التيار          | دائرة الجهد وحتى 750 فولت بدون استخدام محول جهد |